# 公山城

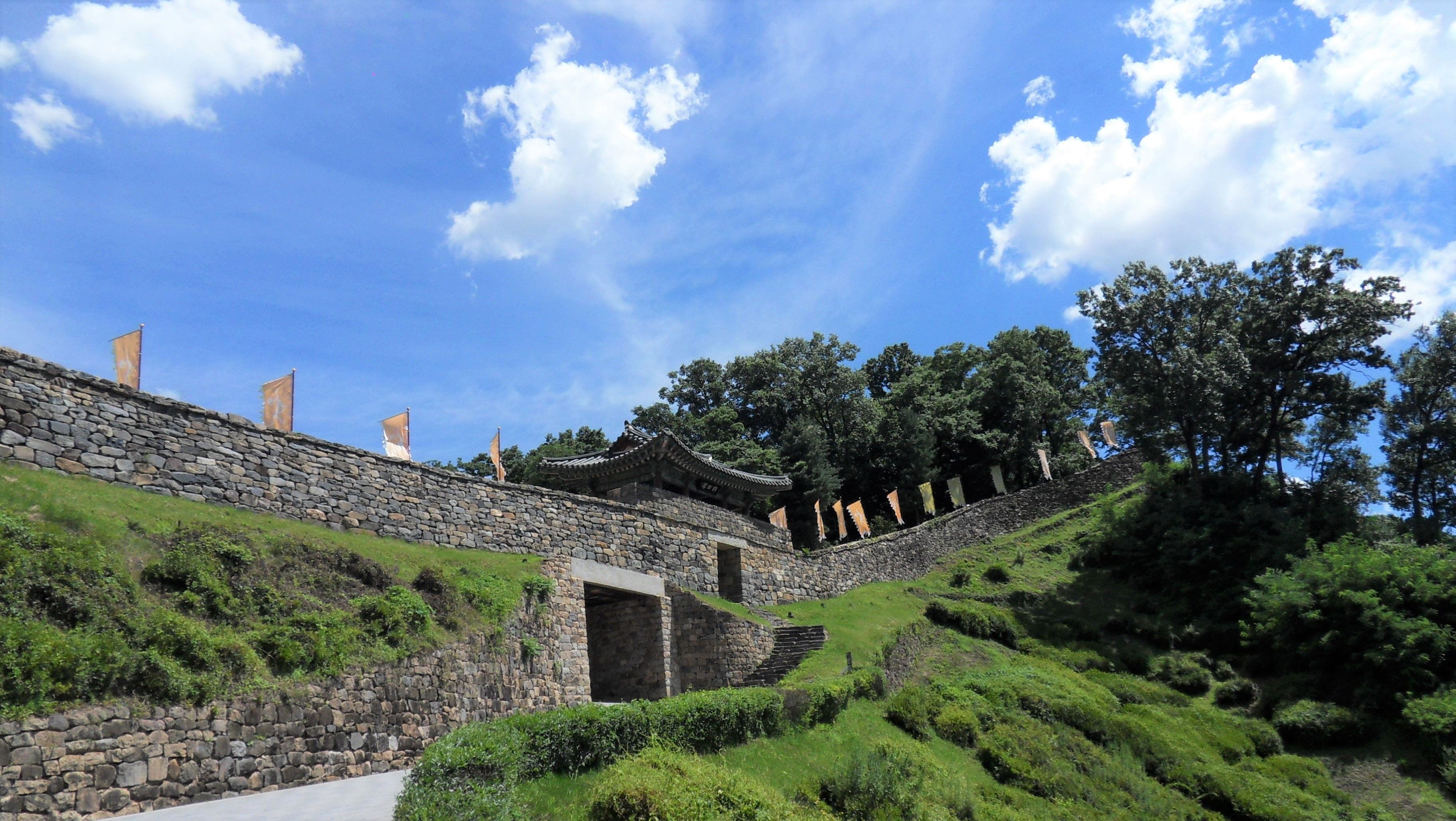
公山城西門

公山城 （：／ Gongsanseong */?）是百济時代的一座山城，坐落於韓國忠清南道公州市的郊區，是百濟歷史遺跡地區的一處遺址。1963年被指定為大韓民國史蹟第12號。

## 概要
它的北側毗鄰錦川，東西長800米，南北長400米。高麗時代時被稱為“公山城”。過去曾經是一座土城，但在李氏朝鮮的宣祖、仁祖在位期間把它改建為石城。
區域内有锦西樓、鎮南樓、拱北樓、双樹亭、明國三將碑、双樹山城史跡碑、灵隐寺、蓮池、挽河樓、臨流閣、石碑、光復樓等建築物。

## 關聯項目
- 百濟歷史遺跡地區

## 外部連結
- 韓国観光公社網站・公山城（页面存档备份，存于）